# Шевријер (Лоара)
Шавријер (фр. Chevrières) насеље је и општина у источној Француској у региону Рона-Алпи, у департману Лоара која припада префектури Монбризон.
По подацима из 2011. године у општини је живело 1060 становника, а густина насељености је износила 72,9 становника/km². Општина се простире на површини од 14,54 km². Налази се на средњој надморској висини од 634 метара (максималној 770 m, а минималној 426 m).

## Демографија
| 1962. | 1968. | 1975. | 1982. | 1990. | 1999. | 2011. |
| ----- | ----- | ----- | ----- | ----- | ----- | ----- |
| 684   | 715   | 648   | 642   | 633   | 845   | 1.060 |

График промене броја становника у току последњих година